# 张季纯
张季纯（1907年—2000年），山西阳城人，中华人民共和国戏剧家。

## 生平
1932年毕业于国立北平大学艺术学院戏剧系。1932年加入左翼戏剧家联盟。1953年加入中国作家协会。

## 著作
著有独幕剧剧本集《塞外的狂涛》、《卫生针》，短诗集《太行山》，秧歌剧剧本《保卫和平》，剧本《保卫卢沟桥》(合作)等。